# Catocala diversa
Catocala diversa ist ein Schmetterling (Nachtfalter) aus der Familie der Eulenfalter (Noctuidae).

## Merkmale

### Falter
Die Flügelspannweite der Falter beträgt 47 bis 49 Millimeter. Die Vorderflügeloberseite zeigt verschiedene Brauntöne. Die äußere Querlinie ist schwarzbraun und gezackt. Das Basalfeld ist leicht verdunkelt, die Diskalregion hingegen etwas aufgehellt. Die Ringmakel ist teilweise hell gefüllt und hebt sich deutlich ab. Die Hinterflügeloberseite hat eine gelbe Farbe, ein breites, schwarzbraunes Außen- sowie ein gleichfarbiges, schmaleres, leicht gebogenes Mittelband. Das Mittelband ist am Ende nicht abgeknickt. 

### Raupe
Die Raupen sind blass grau gefärbt. Sie zeigen einige dunkle Zeichnungselemente, jedoch keine höckerartigen Erhebungen wie bei vielen anderen Catocala-Arten, hingegen eine leichte dorsale Ausstülpung auf dem achten Segment.

### Ähnliche Arten
Die ähnliche Art Catocala disjuncta unterscheidet sich von Catocala diversa durch die stärker gezackte äußere Querlinie auf der Vorderflügeloberseite sowie das am Ende deutlich abgeknickte schwarzbraune innere Mittelband auf der Hinterflügeloberseite. 

## Verbreitung und Lebensraum
Catocala diversa kommt in Süd- und Südosteuropa bis nach Südrussland und Kleinasien lokal verbreitet vor. Die Art besiedelt in erster Linie Eichen-Buschwälder.

## Lebensweise
Die Falter sind hauptsächlich zwischen Juni und August anzutreffen. Sie besuchen künstliche Lichtquellen und Köder. Die Raupen leben von April bis Juni und ernähren sich von den Blättern verschiedener Eichen-Arten (Quercus). Die Art überwintert als Ei.